# خداحافظ پرنسس من
خداحافظ پرنسس من یا قصر شرقی (چینی ساده: 东宫; پین‌یین: Dōng Gōng) یک مجموعهٔ تلویزیونی چینی سال ۲۰۱۹ بر پایهٔ رمان قصر شرقی از فی وو سی کان است و چن شینگشو، پنگ شیائوران و شان وی در آن بازی کردند. این مجموعه از ۱۴ فوریه ۲۰۱۹ از یوکو پخش شد.

## بازیگران

### اصلی
- چن شینگشو در نقش لی چنگ‌یین / گو شیائو وو
  - پنجمین شاهزاده سلسله لی، بعداً ولیعهد.
- پنگ شیائوران در نقش چو شیائوفنگ
  - نهمین پرنسس لیانگ غربی.
- شان وی[۵] در نقش گو جیان

## پخش بین‌المللی
- کره (کشور)
- تایوان
- ویتنام